# Magnolia szerokolistna
Magnolia szerokolistna (Magnolia hypoleuca) – gatunek rośliny należący do rodziny magnoliowatych. Pochodzi z obszaru Chin, w Polsce jest bardzo rzadko uprawiana jako roślina ozdobna, występuje też w kolekcji niektórych ogrodów botanicznych, m.in. w Arboretum w Rogowie, gdzie corocznie kwitnie i owocuje.

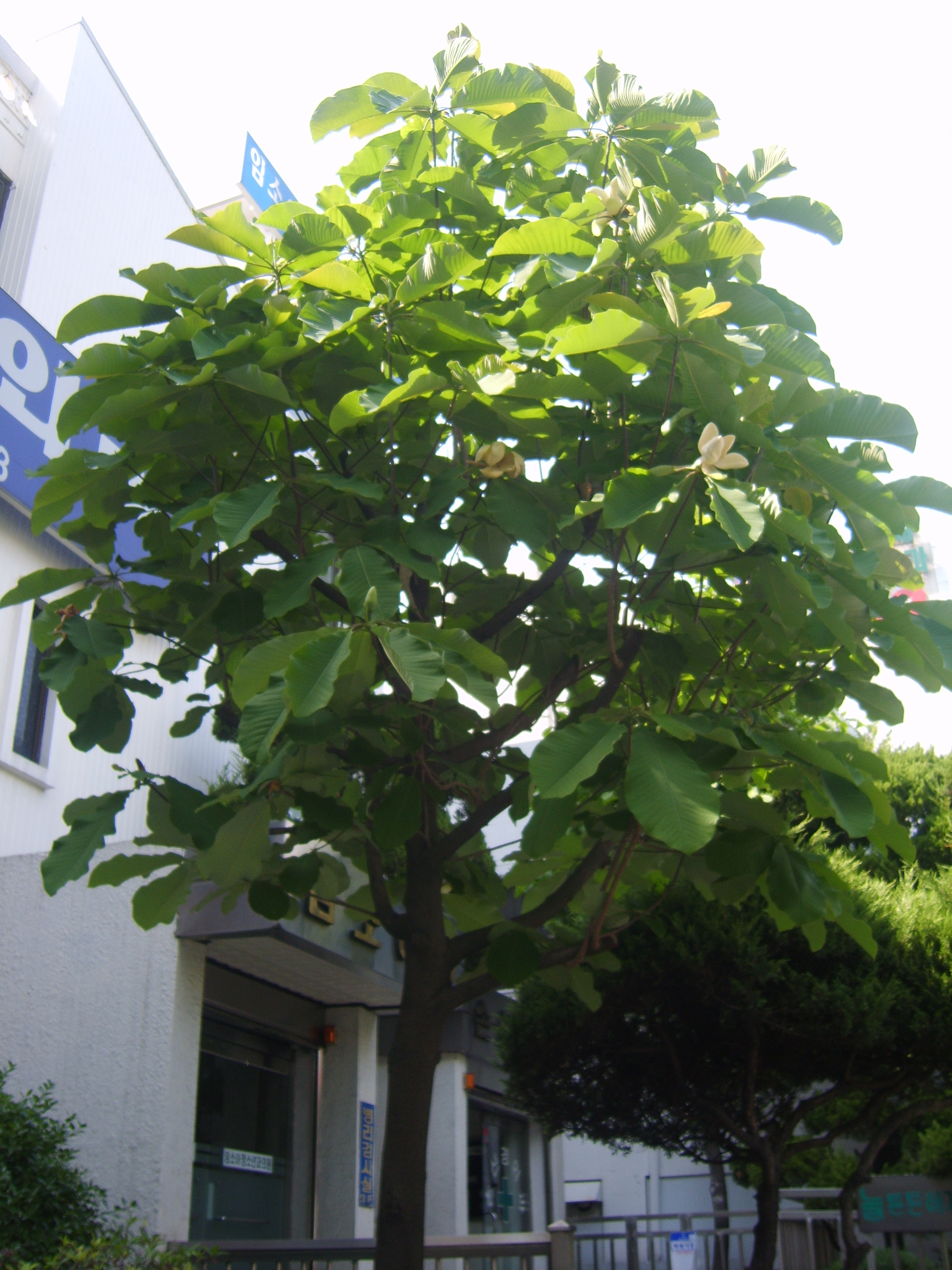
Pokrój

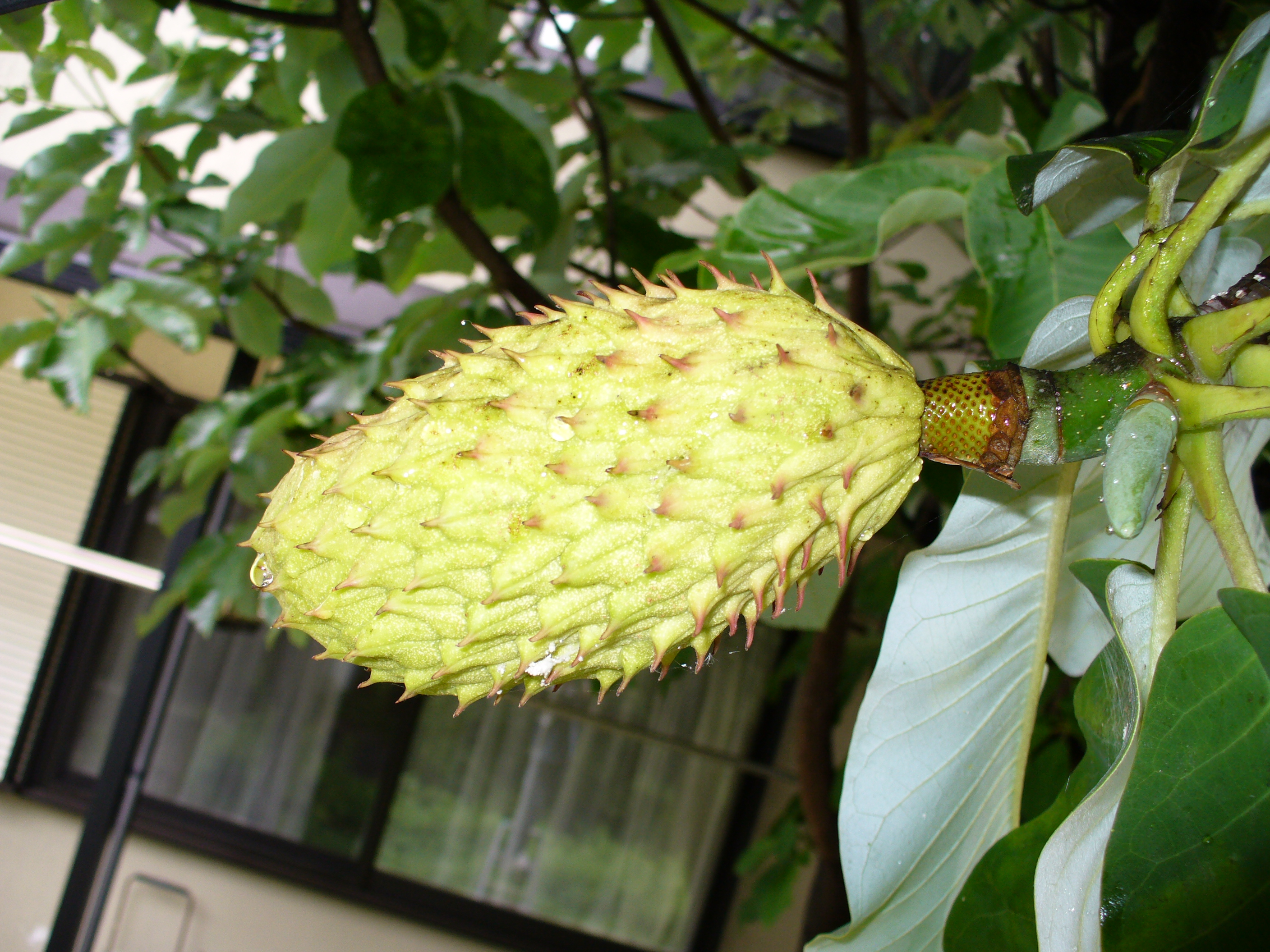
Młody owoc

## Morfologia
PokrójDuży krzew lub małe drzewo o stożkowatej koronie. W swojej ojczyźnie osiąga wysokość do 20 m, w Polsce jest dużo mniejsza.
LiścieOdwrotnie jajowate, pojedyncze, bardzo duże, zwężające się ku nasadzie. Wyrastają w rozetkach na szczytach pędów. Pędy czerwonobrązowe.
KwiatyDuże, białe, czasami z lekkim różowym zabarwieniem. Okwiat niezróżnicowany, składający się z płatków wyrastających spiralnie na dnie kwiatowym, wewnątrz niego różowe pręciki i słupki.
OwocePodobne do szyszki i zakończone odstającymi i nieco kłującymi wyrostkami o długości 5–7 mm.

## Uprawa
Najlepiej rośnie na żyznych przepuszczalnych i lekko kwaśnych glebach. Wymaga stanowiska słonecznego, na mrozy jest średnio wytrzymała (wytrzymuje temperatury do ok. –25 °C).